# Jakob Glerup
Jakop Glerup est un footballeur danois né le 20 avril 1975 à Borup.

## Biographie
Formé au AaB Aalborg, Jakop Glerup fait toute sa carrière au Viborg FF pendant seize ans dont douze en SAS Ligaen et quatre en 1.Division entre 1994 et 2010.
Ses seules saisons à l'étage inférieur sont sa première, la saison 1997-98 et ses deux dernières entre 2008 et 2010.
L'apogée de sa carrière reste sa victoire en Coupe du Danemark en 2000, suivie de celle en supercoupe l'année suivante.
Il a disputé 341 matchs en SAS Ligaen pour six buts inscrits.

## Palmarès
Viborg FF
- Vainqueur de la Coupe du Danemark (1) : 2000
- Vainqueur de la Supercoupe du Danemark (1) : 2000
- Champion de 1. Division (2) : 1994, 1998